# Україна (кінотеатр, Київ)
«Кінотеатр Україна» (офіційна назва: ТОВ «Кінопрем'єр») — київський кінотеатр, наразі закритий.
Розташований за адресою: м. Київ, вул. Городецького, 5.
1 жовтня 2018 року припинив свою роботу. Подальша доля кінотеатру невідома. Станом на листопад 2019 року кінотеатр не працює.

## Історія

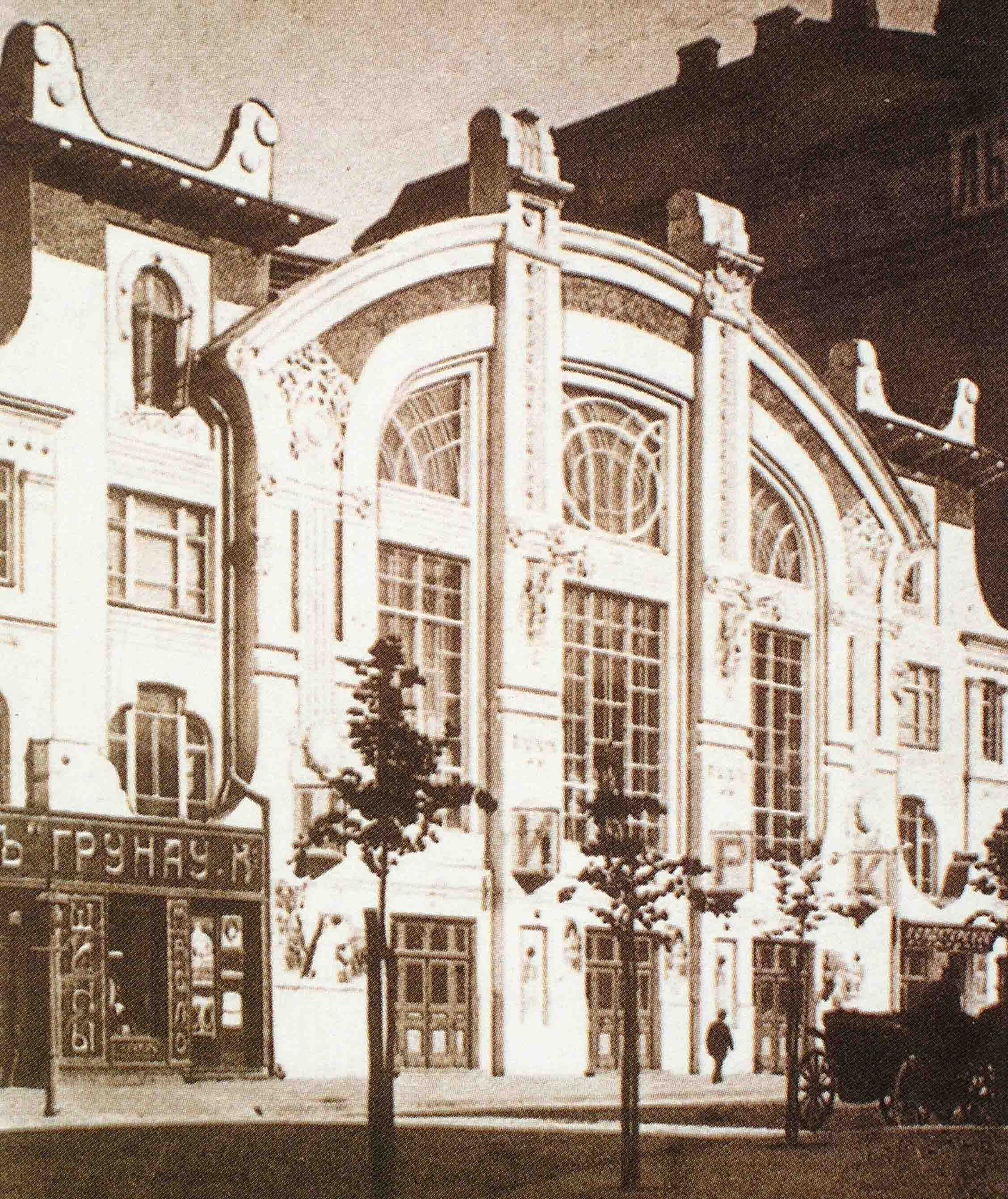
Цирк Крутікова

У 1903 році на місці сучасного кінотеатру «Україна» був збудований кінний «Цирк Крутікова» у стилі модерн. У 1941 році будівлю «Цирку Крутікова» підірвали, а в 1945 році розібрали аж до фундаменту, як таку, що не підлягає реставрації. 26 травня 1964 на цьому місці відбулося відкриття кінотеатру «Україна» — першого київського широкоформатного кінотеатру.
Під час прем'єри у кінотеатрі фільму «Тіні забутих предків» 4 вересня 1965 року літературний критик Іван Дзюба зі сцени, аспірант-літературознавець Василь Стус і журналіст В'ячеслав Чорновіл в залі закликали підвестися на знак протестів проти арештів українських інтелектуалів, які відбулися влітку 1965 року. Підвелися далеко не всі, але підвелися. Увімкнули сирену, що мала все заглушити. Кінотеатр швидко було оточено бійцями внутрішніх військ.
Сучасний кінотеатр почав роботу після реконструкції у 2001 році, коли було модернізовано обладнання та будівлю кінотеатру.
У 2004 році Київська міська рада ухвалила рішення про приватизацію кінотеатру, з того часу кінотеатр належить ТОВ «Кінопрем'єр».
У вересні 2018 року стало відомо про закриття кінотеатру, а вже з 1 жовтня 2018 року кінотеатр перестав функціонувати.

## Структура кінотеатру
«Україна» має два зали: «Червоний», розрахований на 456 глядачів, і «Синій» — на 148 місць. Вони оснащені звукопоглинальними панелями, що створює додатковий комфорт при перегляді кіно. Екрани в залах виконані за новітніми технологіями. Кінозали обладнані комфортабельними кріслами іспанського виробництва з спецпідставками для напоїв і «попкорну» (повітряної кукурудзи), а також двомісними сидіннями «Love-seats».
У фоє кінотеатру розміщені плазмові монітори, на яких постійно крутяться трейлери, рекламні ролики або музичні кліпи. Затишна атмосфера і барвисті кольори холів кінотеатру налаштовують його відвідувачів на яскравий і святковий настрій.
Крім того, кінотеатр «Україна» має два бари. На другому поверсі кінокомплексу знаходиться миловидна літня тераса.
У правому крилі кінотеатру цілодобово відкритий ресторан «Фелліні» (італійська і французька кухні). У його меню широкий вибір національних страв, вин різних країн, а також коктейлів. Щорічно кінотеатр «Україна» відвідує близько 300 тис. глядачів.